# Partido de Magdalena
Partido de Magdalena är en kommun i Argentina.   Den ligger i provinsen Buenos Aires, i den östra delen av landet, 110 km sydost om huvudstaden Buenos Aires. Antalet invånare är 19 301.
Trakten runt Partido de Magdalena består till största delen av jordbruksmark. Runt Partido de Magdalena är det glesbefolkat, med 8 invånare per kvadratkilometer.